# Vancouver
För andra betydelser, se Vancouver (olika betydelser).
Vancouver (vænˈkuːvər) är en kuststad belägen i regionen Lower Mainland i British Columbia i det sydvästra hörnet av Kanada. Staden har fått sitt namn från den brittiske kaptenen George Vancouver, som utforskade området på 1790-talet. Namnet Vancouver i sig själv har sitt ursprung i det holländska "van Coevorden", vilket betyder "person från Coevorden", en stad i Nederländerna.
Staden utgör det största storstadsområdet i västra Kanada och det tredje största storstadsområdet i Kanada. Enligt 2006 års folkräkning har Vancouver strax över 578 000 invånare, och dess storstadsområde cirka 2,3 miljoner invånare 2009. Av invånarna har 52 % ett modersmål som inte är engelska.
1867 började man anlägga timmerdepåer och sågverk vid området Gastown, vilket kom att bli kärnan kring vilken staden växte upp och Vancouver blev stad i april 1886. 1887 nådde utbyggnaden av Canadian Pacific Railway fram till Vancouver. Stadens stora naturliga hamn var attraktiv och blev snart en viktig del av handelsvägen mellan Orienten, östra Kanada och London.
Hamnen Port Metro Vancouver är numera den största i Kanada och den fjärde största (i tonnage räknat) i Nordamerika. Skogsindustrin är fortfarande den största industrin, men Vancouver är också känt för att vara en storstad mitt i naturen, varför turismen är stadens näst största industri. Vancouver är även Nordamerikas tredje största centrum för filmproduktion efter Los Angeles och New York och staden har därför fått smeknamnet "Hollywood North".
Vancouver brukar rankas högt i listor över "världens bästa stad", där livskvalitet värderas. Såväl 2009 som 2010 tog Vancouver förstaplatsen i brittiska affärstidningen The Economists sammanställning.
Vancouver har varit värdstad för många internationella konferenser och tillställningar, bland annat United Nations Conference on Human Settlements 1976 och Världsutställningen 1986. Olympiska vinterspelen 2010 och paralympiska vinterspelen samma år arrangerades i Vancouver och i det närliggande Whistler, en vintersportort 125 km norr om staden.

## Historia

### Ursprungsbefolkning och europeiska upptäcktsresor
Arkeologiska fynd visar att platsen bebotts av indianstammar under omkring 8000 till 10000 år.
Staden ligger i de områden där Squamish-, Xwméthkwyiem- och Tseil-waututh-stammarna hade sina bosättningar. Byar låg exempelvis i dagens Stanley Park, False Creek, Kitsilano, Point Grey och vid Fraserflodens mynning.

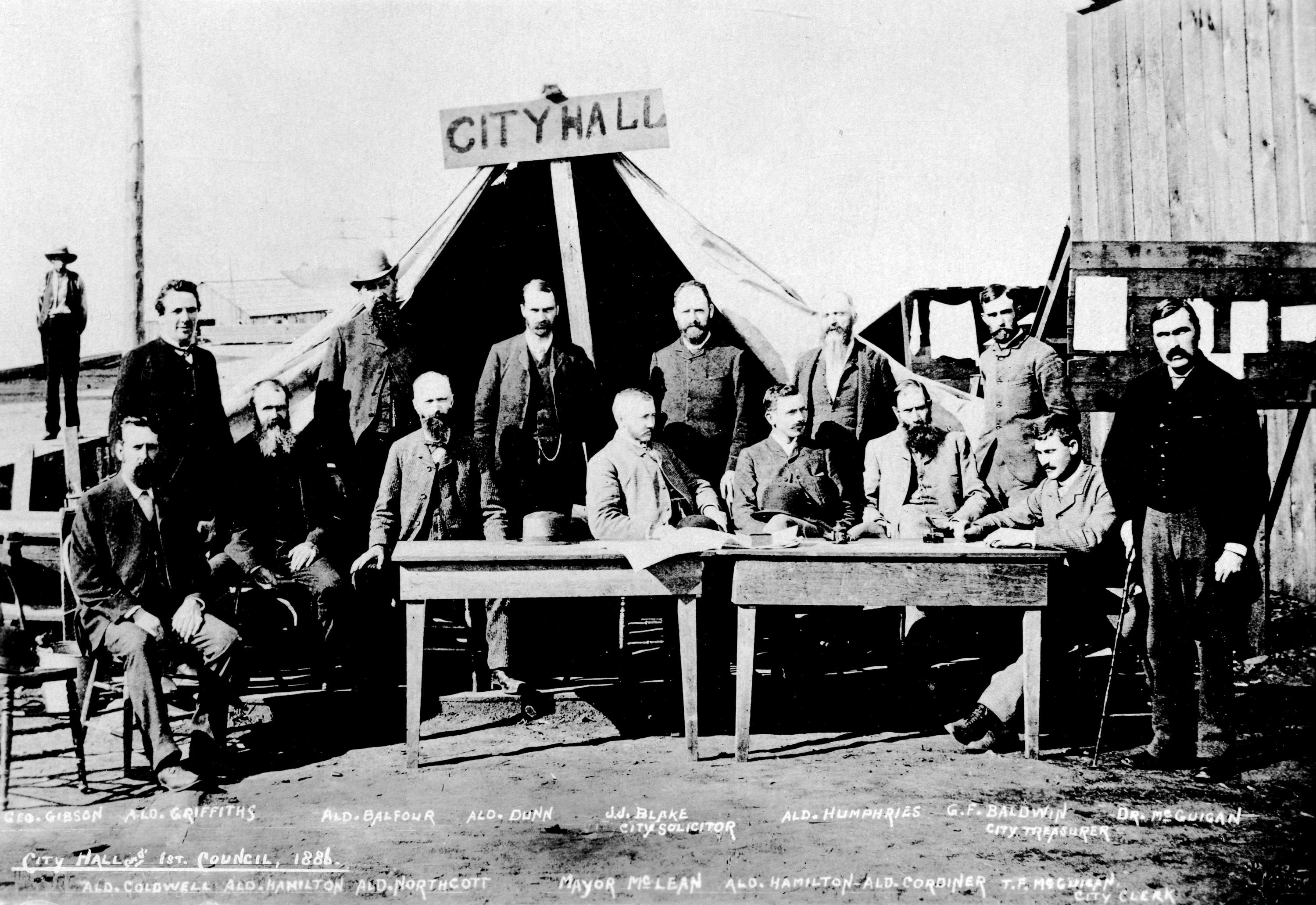
Fotografi föreställande stadens första rådsmöte efter branden 1886. Tältet på bilden låg på den östra sidan av 100 block Carrall.

Spanjoren José María Narváez var 1791 den förste europé som utforskade kustremsan av vad som idag är Point Grey och delar av Burrard Inlet, även om historikern Samuel Bawlf menar att den engelske upptäcktsresanden Sir Francis Drake kan ha varit i området redan 1579. George Vancouver utforskade Burrard Inlets inre hamn 1792 och gav engelska namn åt flera ställen.
Simon Fraseren, en utforskare och handelsman i North West Company, och hans besättning var de första kända européerna att sätta sin fot i det som idag utgör stadens område. 1808 reste de österut längs med Fraserfloden, kanske så långt som till Point Grey, nära dagens University of British Columbia.

### Nybyggartid
När man fann guld i Thompsonfloden 1858 startade en guldrush och uppemot 25 000 personer, främst från Kalifornien, passerade dagens Vancouver. Vancouver är en av British Columbias yngsta städer, Den första bosättningen med européer i Vancouver var McLeery's Farm från 1862, öster om den förkoloniala First Nation Musqueambyn i dagens Marpole. År 1863 startades ett sågverk vid Moodyville i North Vancouver på andra sidan fjorden Burrard Inlet. Den följdes snabbt av flera andra sågverk som ägdes av den engelska entreprenören kapten Edward Stamp. Det blev startskottet för Vancouvers långa tradition inom timmernäringen.
Stamp grundade Hastings Mill, ungefär beläget vid början av dagens Gore Street, efter svårigheter med grynnor och strömmar på andra platser. Det var runt det sågverket som staden tog form. Sågverkets betydelse för stadens utformning minskade när järnvägssträckningen Canadian Pacific Railway anslöt till staden 1887. Hastings Mill fick stänga ner på 1920-talet. Utanför Hastings Mills ägor etablerade "Gassy" Jack Deighton ett provisoriskt värdshus 1867, och bosättningen som växte upp i dess närhet kom att kallas Gastown efter värdshusvärden.
År 1870 kartlade British Columbias kolonialregering bosättningen och anlade en stadsplan som döptes till Granville för att hedra det brittiska kabinettets kolonialminister lord Granville. Platsen valdes sedan till ändstation för den transkanadensiska järnvägen, Canadian Pacific Railway, vilket gav Vancouver ett övertag över de konkurrerande orterna Port Moody, New Westminster och Victoria. Järnvägen var ett villkor för British Columbias inträde i den kanadensiska konfederationen, föregångaren till dagens Kanada, år 1871. Pacificskandalen, en mutskandal gällande järnvägen som ledde till Kanadas första premiärminister John A. Macdonalds fall, samt en arbetsmarknadskonflikt gällande kinesisk arbetskraft gjorde att järnvägsbygget blev försenat och slutfördes först på 1880-talet.

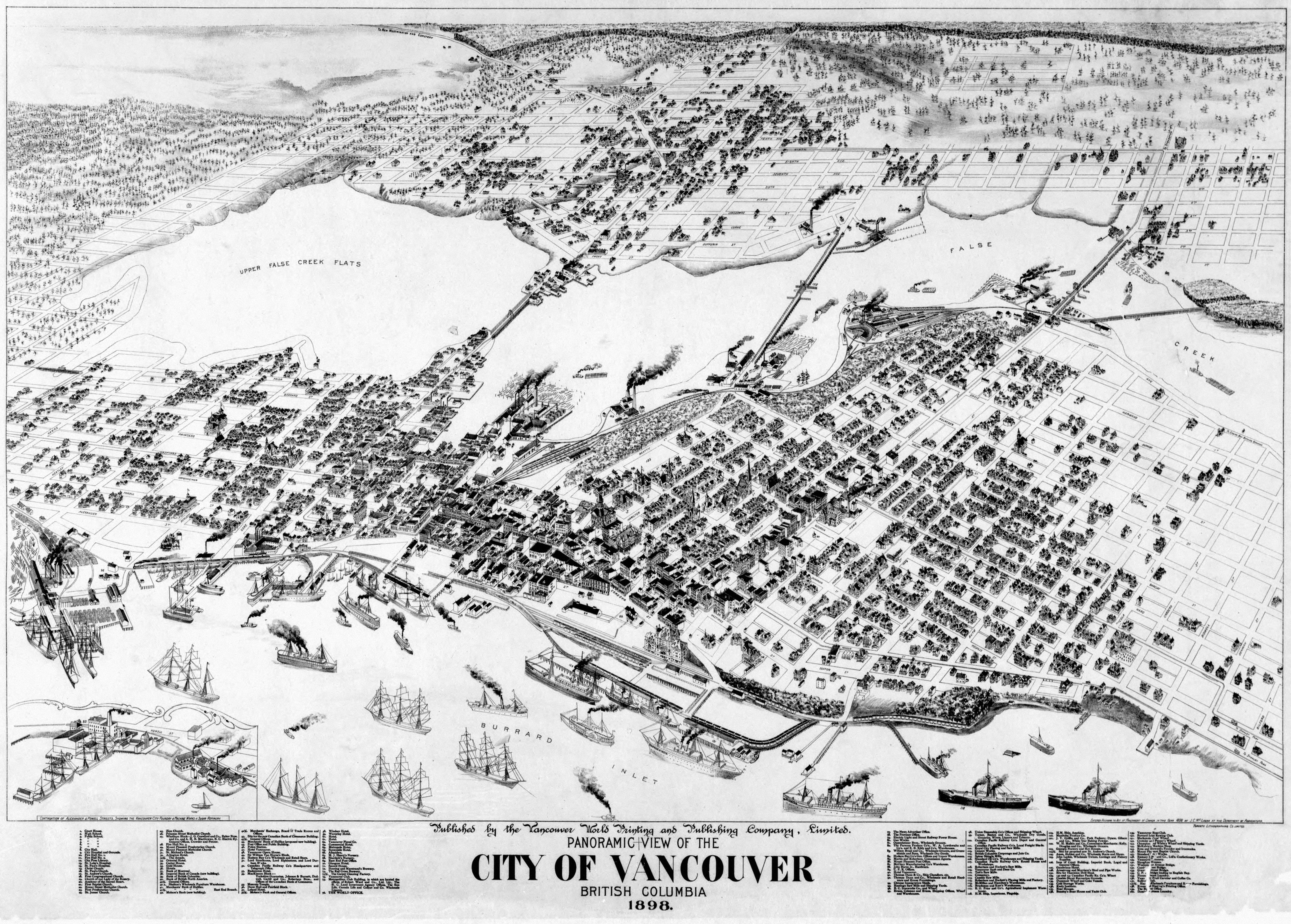
Vancouver 1898

### Officiell status
Staden fick stadsrättigheter (incorporation) den 6 april 1886. Chefen för Canadian Pacific Railway William van Horne gav staden, som dittills kallats Gastown, sitt officiella namn Vancouver efter den engelska upptäcktsresanden George Vancouver. Den nya staden totalförstördes i en storbrand, Vancouverbranden, drygt två månader senare - 13 juni 1886. Staden byggdes snabbt upp igen och samma år grundades Vancouvers första brandkår. Befolkningen ökade snabbt, från en bosättning på cirka 1 000 invånare 1881 till 20 000 invånare vid sekelskiftet 1900 och 100 000 invånare 1911.
När guldrushen i Klondike inleddes 1898 blev Vancouver en handelsplats där guldletarna skaffade utrustning och proviant. En av handlarna var Charles Woodward som öppnade sin första butik i hörnet av Georgia Street och Main Street. Varuhuskedjan Woodwards kom sedan att dominera detaljhandeln tillsammans med ett annat samtida varuhus från British Columbia, Spencer's, och Nordamerikas äldsta kommersiella bolag Hudson Bay-kompaniet som grundats redan 1670.
Vancouvers ekonomi kom tidigt att domineras av stora företag som Canadian Pacific Railway som stod för kapital till stadens snabba uppbyggnad. En del tillverkningsindustri fanns, men råvaruutvinning dominerade företagsfloran och då framförallt timmernäringen. Hamnen som etablerades till stöd för råvaruutvinningen och nyttotrafiken i hamnen var den enskilt största ekonomiska sektorn i Vancouver på 1930-talet.

### 1900-talet
Storföretagens dominans på den ekonomiska marknaden åtföljdes av en inte sällan militant arbetarrörelse. Den första strejken i Vancouver genomfördes 1903 av järnvägsarbetare och riktades mot Canadian Pacific Railway och gällde i första hand att få ett erkännande från företaget att facket var en av arbetsmarknadens parter. Arbetarledaren Frank Rogers mördades av järnvägsbolagets polisstyrka när han gick strejkvakt i hamnen, och blev därmed den första martyren för arbetarrörelsen i British Columbia. Kanadas första generalstrejk genomfördes 1918 vid Cumberlands kolgruvor på Vancouver Island. Efter att ha avmattats under 1920-talet ökade strejkvågen 1935 när arbetslösa män strömmade in i staden för att protestera mot förhållandena i de hjälpläger för beredskapsarbete som militären skötte i avlägsna delar av British Columbia. Efter två månader med spänningar och demonstrationer bestämde sig de strejkande arbetarna för att ta sina klagomål till de federala myndigheterna i Ottawa, vilket ledde till en rörelse kallad On-to-Ottawa Trek, ungefär Vi går till Ottawa-marschen. Protesterna slogs ner med våld och arbetarna arresterades i staden Mission och internerades i arbetsläger under återstoden av depressionen. Protesterna och marschen hade stort stöd av allmänheten och flera av rörelsens krav gick trots allt igenom. Andra reformerande rörelser som första vågens feminism-, moral- och nykterhetsrörelser influerade Vancouvers utveckling. Mary Ellen Smith, en suffragett och alkoholförbudsivrare från Vancouver, blev den första kvinnan som tog plats i en lagstiftande provinsförsamling i Kanada 1918. Alkoholförbud infördes under första världskriget och varade till 1921 när alkoholförsäljningen togs över av provinsialregeringen, ett system som är i bruk än idag. Kanadas första antidroglag instiftades efter en undersökning av oroligheter i Vancouvers Chinatown och Japantown. Oroligheterna gällde rasmotsättningar och två av anmälarna var opiumtillverkare. När undersökarna upptäckte att opiumhålor besöktes av både vita kvinnor och kinesiska män stiftades en lag som förbjöd tillverkning, försäljning och import av opium för icke-medicinsk användning.

## Geografi

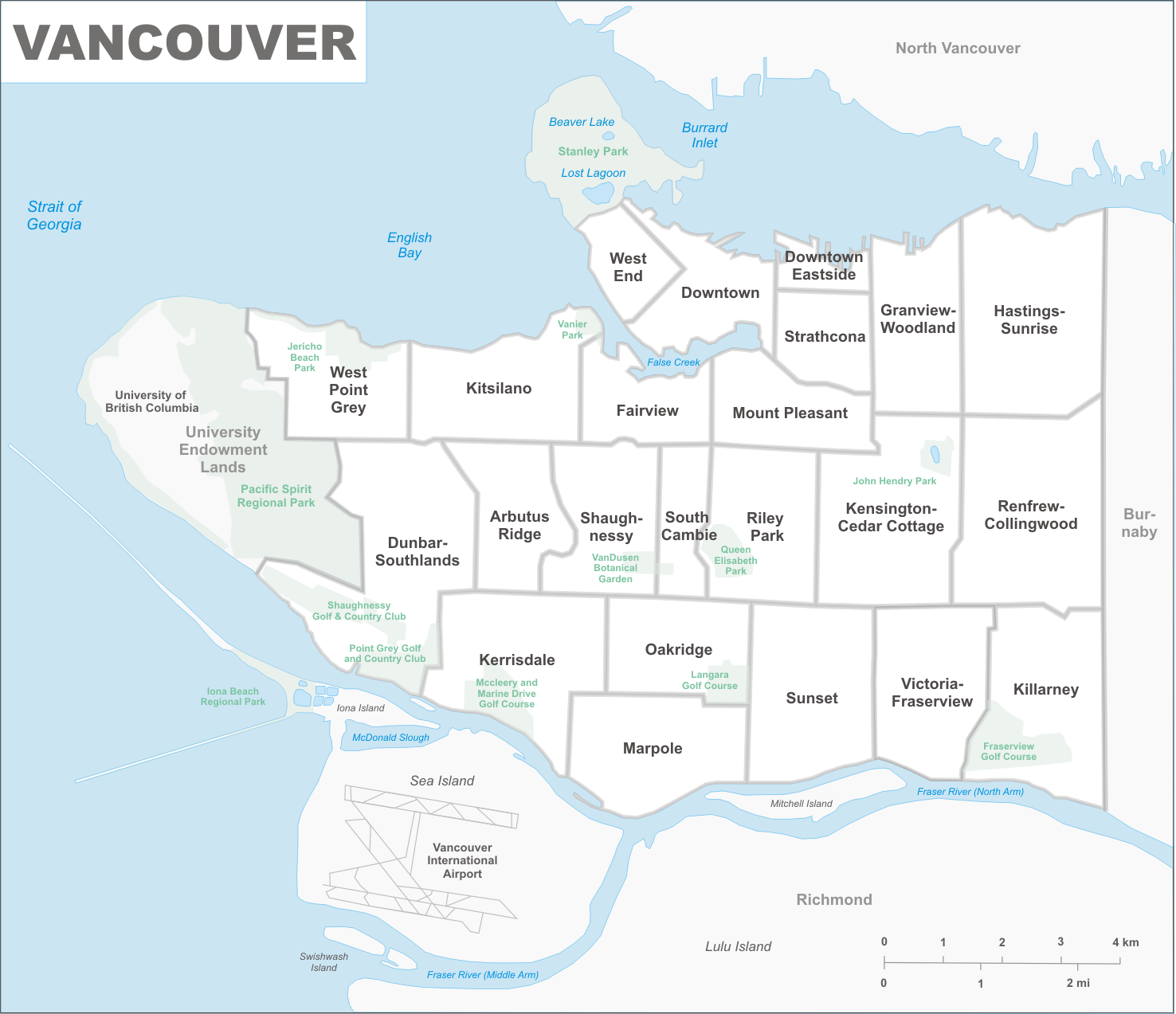
Officiella stadsdelar i Vancouver

Vancouver är beläget på Burrard-halvön, mellan Burrard Inlet i norr och Fraserfloden i söder. Mellan Georgiasundet i väster och Stilla havet reser sig Vancouver Island. Fram tills att staden fick sitt namn 1885 syftade "Vancouver" på Vancouver Island, och det är fortfarande en vanlig missuppfattning att staden ligger på ön. Staden, som har en yta på 114 km², tillhör tidszonen Pacific Time Zone (UTC−8) och Pacific Maritime Ecozone.

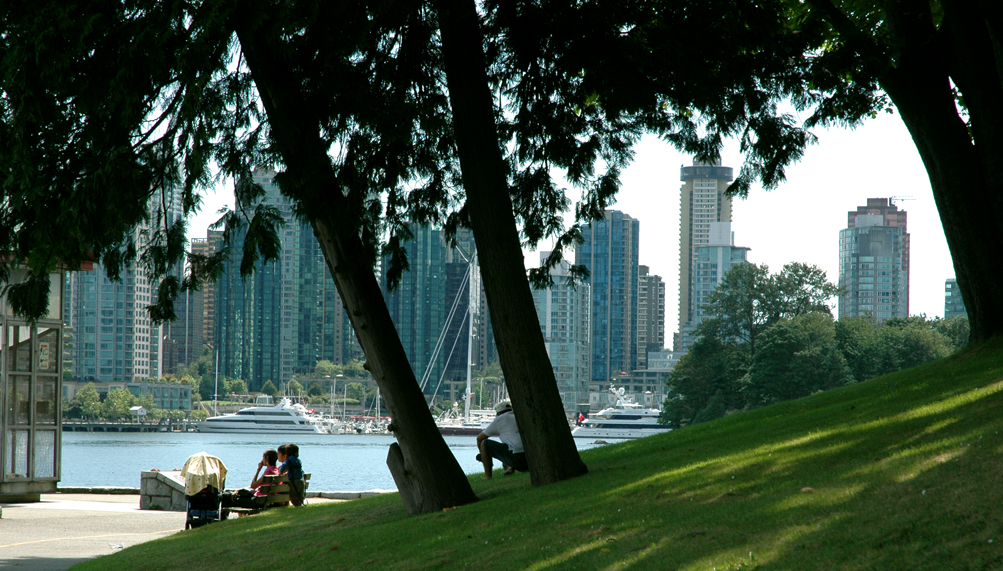
Stanley Park med Vancouvers skyskrapor i bakgrunden.

Vancouver har en av Nordamerikas största stadsparker, Stanley Park. Med sin yta på 404,9 hektar är den cirka tio procent större än Central Park i New York. Bergen North Shore Mountains dominerar stadsvyn, och på klara dagar kan man se den snötäckta vulkanen Mount Baker i delstaten Washington i sydost, Vancouver Island och Georgiasundet i väst och sydväst, och Bowen Island i nordväst.

### Växtlighet

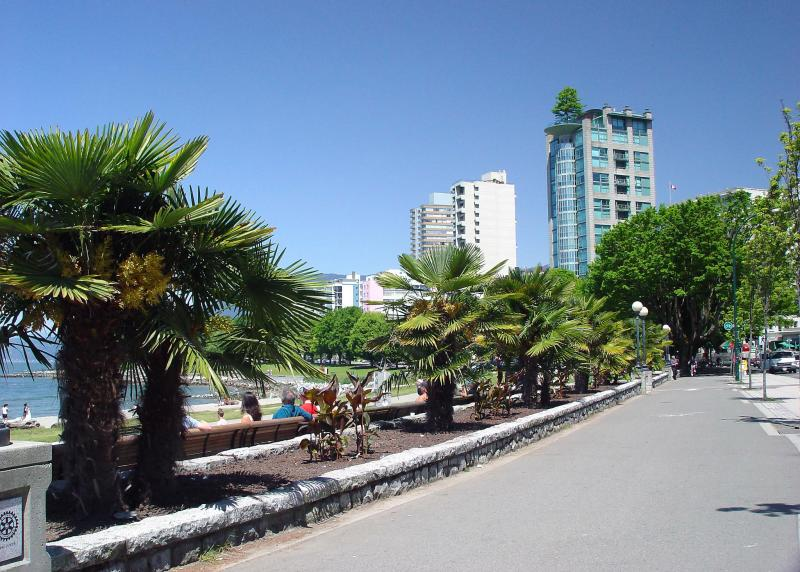
Trots att palmer inte är en speciellt vanlig syn i Vancouver, så visar de att staden har ett förhållandevis tempererat klimat jämfört med övriga Kanada.

Växtligheten i Vancouverområdet var ursprungligen av typen tempererad regnskog, med barrväxter blandat med lönnträd och gråal, samt stora träsk (till och med i högt liggande områden, på grund av dålig avrinning). Barrträden bestod av en för British Columbia-kusten typisk blandning av douglasgran, Thuja plicata och Tsuga heterophylla. Området anses ha de största exemplaren av dessa arter på British Columbias kust, bara träd ifrån Seattle kunde mäta sig med träden från Burrard Inlet och English Bay. De största träden fanns i området kring Gastown där avverkningen började samt på sluttningarna vid False Creek och English Bay. Skogen i Stanley Park avverkades från 1860-talet till 1880-talet. Där finns fortfarande spår av dåtidens avverkningsteknik, till exempel urtag uthugget i stubbar och stammar i vilken en bräda sattes som fotstöd för att kunna avverka högre upp i trädet.
Många växter och träd i Vancouver-området har importerats från andra delar av Amerika eller från andra sidan Stilla havet. Flera arter av palmer växer i staden tillsammans med ett stort antal exotiska träd som brödgran och japansk lönn samt olika exotiska blommor som magnolior, azaleor och rhododendron. En del rhododendron uppnår enorma storlekar liksom andra arter som importerats från kärvare klimat i östra Kanada och Europa, men även den inhemska douglaslönnen blir storvuxen. Flera av stadens gator kantas av japanska körsbärsträd som skänkts av Japan på 1930-talet och därefter. Dessa blommar i flera veckor tidigt varje vår. Andra gator kantas av hästkastanj och andra dekorativa och skuggande träd.

### Klimat
Vancouver har ett tempererat klimat med kanadensiska mått mätt och har ett kustklimat. Enligt Köppens system klassificeras klimatet Cfb. Sommarmånaderna är normalt torra ofta med måttlig torka i juli och augusti. Resten av året kännetecknas av desto större nederbördsmängder, särskilt mellan oktober och mars.
Den årliga nederbördsmängden, mätt på Vancouvers flygplats i Richmond, är i genomsnitt 1 199 mm. Stadens läge vid havet och topografin ger stora lokala variationer i nederbördsmängden. På vintern är det mätbar nederbörd de flesta dagarna. Somrarna är torrare med måttliga temperaturer på grund av den svala sjöbrisen. Den högsta genomsnittliga dagstemperaturen är 22 °C i juli och augusti, som kan stiga till 30 °C. Den högsta temperaturen någonsin uppmättes den 30 juli 2009 och var 34,4 °C.
I genomsnitt snöar det 11 dagar per år, varav tre dagar ger mer än 5 centimeter snö. Det faller i genomsnitt 48,2 cm snö per år, men normalt töar den bort ganska snabbt. Vancouver med ytterområden har de fjärde mildaste vintrarna av samtliga kanadensiska städer. De tre städerna med mildare vintrar är Victoria, Nanaimo och Duncan, samtliga belägna på närliggande Vancouver Island. Dagstemperaturen sjunker under nollgradersstrecket i genomsnitt 46 dagar per år och två av dessa dagar är temperaturen lägre än -10 °C.
|                                            | Jan   | Feb   | Mar   | Apr  | Maj  | Jun  | Jul  | Aug  | Sep  | Okt   | Nov   | Dec   |
| ------------------------------------------ | ----- | ----- | ----- | ---- | ---- | ---- | ---- | ---- | ---- | ----- | ----- | ----- |
| Normaldygnets maximitemperaturs medelvärde | 6,1   | 8,0   | 10,1  | 13,1 | 16,5 | 19,2 | 21,7 | 21,9 | 18,7 | 13,5  | 9,0   | 6,2   |
| Normaldygnets minimitemperaturs medelvärde | 0,5   | 1,5   | 3,1   | 5,3  | 8,4  | 11,2 | 13,2 | 13,4 | 10,5 | 6,6   | 3,1   | 0,8   |
|                                            |       |       |       |      |      |      |      |      |      |       |       |       |
| Nederbörd                                  | 153,6 | 123,1 | 114,3 | 84,0 | 67,9 | 54,8 | 39,6 | 39,1 | 53,5 | 112,6 | 181,0 | 175,7 |

| Diagram | temperaturer i °C • månadsnederbörd i mm • Källa: National Climate Data and Information Archive: Climate Normals & Averages 1971-2000 | temperaturer i °C • månadsnederbörd i mm • Källa: National Climate Data and Information Archive: Climate Normals & Averages 1971-2000 | temperaturer i °C • månadsnederbörd i mm • Källa: National Climate Data and Information Archive: Climate Normals & Averages 1971-2000 | temperaturer i °C • månadsnederbörd i mm • Källa: National Climate Data and Information Archive: Climate Normals & Averages 1971-2000 | temperaturer i °C • månadsnederbörd i mm • Källa: National Climate Data and Information Archive: Climate Normals & Averages 1971-2000 | temperaturer i °C • månadsnederbörd i mm • Källa: National Climate Data and Information Archive: Climate Normals & Averages 1971-2000 | temperaturer i °C • månadsnederbörd i mm • Källa: National Climate Data and Information Archive: Climate Normals & Averages 1971-2000 | temperaturer i °C • månadsnederbörd i mm • Källa: National Climate Data and Information Archive: Climate Normals & Averages 1971-2000 | temperaturer i °C • månadsnederbörd i mm • Källa: National Climate Data and Information Archive: Climate Normals & Averages 1971-2000 | temperaturer i °C • månadsnederbörd i mm • Källa: National Climate Data and Information Archive: Climate Normals & Averages 1971-2000 | temperaturer i °C • månadsnederbörd i mm • Källa: National Climate Data and Information Archive: Climate Normals & Averages 1971-2000 | temperaturer i °C • månadsnederbörd i mm • Källa: National Climate Data and Information Archive: Climate Normals & Averages 1971-2000 |
|         | 154 6 1 | 123 8 2 | 114 10 3 | 84 13 5 | 68 17 8 | 55 19 11 | 40 22 13 | 39 22 13 | 54 19 11 | 113 14 7 | 181 9 3 | 176 6 1 |

## Stadslandskap

### Stadsplanering
Med 5 039 personer per km2 (2006) har Vancouver en befolkningstäthet jämförbar med flera andra nordamerikanska storstäder. Stadsplaneringen i Vancouver karakteriseras av höghus med en blandning av näringsverksamhet och boende, till skillnad från den utglesning med förortsbyggande för bostäder och näringsverksamhet i city som annars är utbredd i Nordamerika. Det har ibland angetts som en av orsakerna till den högre livskvalitet invånarna visat sig uppleva. Stadsplaneringen i Vancouver karakteriseras av smala höghus med lägenheter, trots det högre priset det innebär jämfört med mer skrymmande höghus. Bostäder är vanligare än kontor i stadskärnan. Det var en inriktning som togs på 1950-talet när stadsplanerarna uppmuntrade byggandet av höghus för boende i stadskärnan med höga krav på ekonomisk uppbackning och öppna ytor för att försäkra sig om fri sikt och gröna ytor. Med den lyckade utvecklingen i dessa områden valde staden att upprepa det när äldre industriområden gjordes om till bostäder under mitten av 1980-talet. Stadsplaneringen i Vancouver har fått internationellt erkännande för sin boende- och levnadsmiljö. På senare tid har stadsplaneringen inriktat sig på en ekologiskt hållbar utveckling av staden.

### Arkitektur
Inne i Vancouver utmärker sig byggnader som den nygotiska katedralen Christ Church Cathedral från 1895, art deco-byggnaden Hotel Vancouver, byggd 1939, och den nyklassiska domstolsbyggnaden från 1906 som inrymmer Vancouver Art Gallery. Modernare arkitektur i downtown utgörs bland annat av skyskrapan Harbour Centre från 1977, domstolsbyggnaden och Robson Square från 1983 samt biblioteket Vancouver Public Library, som är byggt för att efterlikna Colosseum i Rom, 1995.
Ägarlägenheterna i fastigheten Electra är uppförda i det kanadensiska elbolaget BC Hydros modernistiska byggnad från 1957. Även den så kallade "betongvåfflan" som byggdes till det före detta skogsbolaget MacMillan-Bloedel i brutalistisk stil är värt ett omnämnande.
Under världsutställningen 1986 tillkom den stora tältstrukturen Canada Place som utgjorde den kanadensiska paviljongen och nu bland annat fungerar som mässhall, kryssningsterminal och hotell. Stadssiluetten söderut definieras av rådhuset och Vancouversjukhusets Centennial Pavilion som uppfördes 1936 respektive 1958 .
I de gamla delarna av city finns en samling edvardianska byggnader som på sin tid var de högsta i brittiska imperiet. Dessa var Carter-Cotton-byggnaden, även The Province Building, från 1908, Dominion Buildning från 1907 och Sun Tower från 1911. Sun Tower förlorade positionen som imperiets högsta byggnad när art deco-byggnaden Marine Building invigdes 1930. Den är inspirerad av New Yorks Chrysler Building och känd för sin kakelklädda fasad och dörrar och hissar i förgylld mässing, vilket gör den till en populär plats för filminspelningar. De högsta byggnaderna i dagens Vancouver är skyskraporna Living Shangri-La på 201 meter fördelade på 69 våningar, One Wall Centre som är 150 meter hög och tätt följd av Shaw Tower på 149 meter.

## Demografi

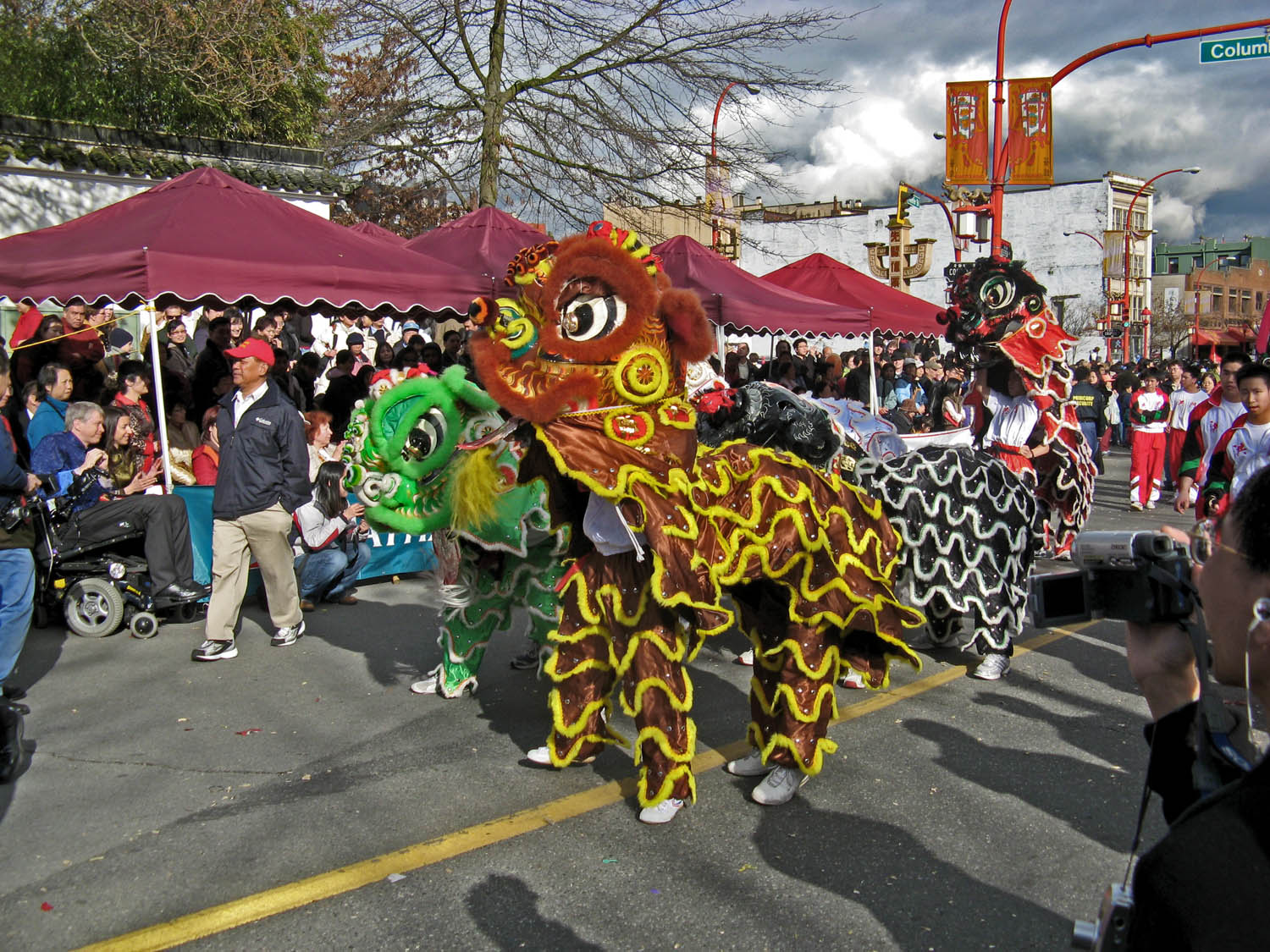
Parad på det kinesiska nyåret 2007

Vancouver har kallats grannskapens stad, där varje grannskap har sin egen särskilda karaktär och etniska blandning. Personer av engelsk, skotsk och irländsk bakgrund är historiskt sett de största etniska grupperna i staden, och särdrag från brittiska och irländska samhällen och kulturer kan fortfarande märkas i några områden, speciellt i South Granville och Kerrisdale. Tyskar utgör den näst största etniska gruppen från Europa i staden och var en drivkraft i stadens samhälle och ekonomi fram till första världskriget då antityska stämningar bröt ut i Vancouver. Kineser är den största synliga etniska minoritetsgruppen i staden, och Vancouver har ett mångfaldigt kinesiskspråkigt samhälle, med flera olika dialekter såsom kantonesiska och mandarin. Områden med uppenbara etniska kommersiella områden är bland annat Punjabu Market, Little Italy, Greektown och tidigare även Japantown.
På 1980-talet, efter ett inflöde av immigranter från Hongkong på grund av osäkerheten över Storbritanniens överlåtande av Hongkong till Kina samt en större immigration från Kina självt och Taiwan, blev Vancouver den stad som har högst andel kinesisk befolkning i Nordamerika. Det utgjorde fortsättningen på en lång tradition av immigranter som har gjort Vancouver till den näst mest populära destinationen för immigranter i Kanada efter Toronto Andra större invånargrupper med asiatiskt ursprung är de från Sydasien, framförallt från Punjab på gränsen mellan Indien och Pakistan, samt från Vietnam, Filippinerna, Korea, Kambodja och Japan. Trots en ökning av antalet immigranter från Sydamerika under 1980- och 1990-talen har den varit ganska låg, 3,6 % av totala antalet immigranter, liksom immigrationen från Afrika på stadiga 3,3 %. År 1981 utgjorde andelen "synliga minoriteter" mindre än 7 % av befolkningen, en siffra som stigit till 51 % 2008.
Före immigrationsvågen från Hongkong hade de största icke-brittiska grupperna sitt ursprung i Irland och Tyskland, följda av skandinaviska, italienska, ukrainska och kinesiska, framförallt med ursprung i Guangdong. Från mitten på 1950-talet till 1980-talet kom många immigranter från Portugal och Vancouver har den tredje största portugisiska befolkningen i Kanada efter Toronto och Montréal. Östeuropeiska immigranter från forna Jugoslavien, Ryssland, Tjeckoslovakien, Polen och Ungern började anlända efter Sovjetunionens övertagande efter andra världskriget. Immigrationen av greker ökade i slutet av 1960-talet och början på 1970-talet under militärdiktaturen i Grekland; de flesta bosatte sig i området kring Kitsilano. Vancouver har också cirka 11 000 invånare ur Kanadas ursprungsbefolkning.
Vancouver har blivit en samlingsplats för HBT-personer och British Columbia var den andra provinsen efter Ontario som lagstadgade om rätten till samkönat äktenskap. Centrum för gaylivet är i downtown runt Davie Street, känt som Davie Village. Vancouver har en av Kanadas största årliga Pridefestivaler.
|            | Minoritet | Araber | Svarthyade | Västasiater | Multipla minoriteter | Latinamerikaner | Koreaner | Japaner | Sydöstasiater | Filippiner | Sydasiater | Kineser |
| Population | 990       | 1 875  | 5 290      | 5 355       | 7 320                | 8 225           | 8 780    | 9 730   | 14 850        | 28 605     | 32 515     | 168 215 |
| Procent    | 0,2%      | 0,3%   | 0,9%       | 0,9%        | 1,3%                 | 1,4%            | 1,5%     | 1,7%    | 2,6%          | 5,0%       | 5,7%       | 29,4%   |

| År                | 1891   | 1901   | 1911    | 1921    | 1931    | 1941    | 1951    | 1961    | 1971      | 1981      | 1991      | 2001      | 2006      |
| Vancouver         | 13 709 | 26 133 | 100 401 | 117 217 | 246 593 | 275 353 | 344 833 | 384 522 | 426 256   | 414 281   | 471 644   | 545 671   | 578 041   |
| Greater Vancouver | 21 887 | 42 926 | 164 020 | 232 597 | 347 709 | 393 898 | 562 462 | 790 741 | 1 028 334 | 1 169 831 | 1 602 590 | 1 986 965 | 2 116 581 |

## Ekonomi

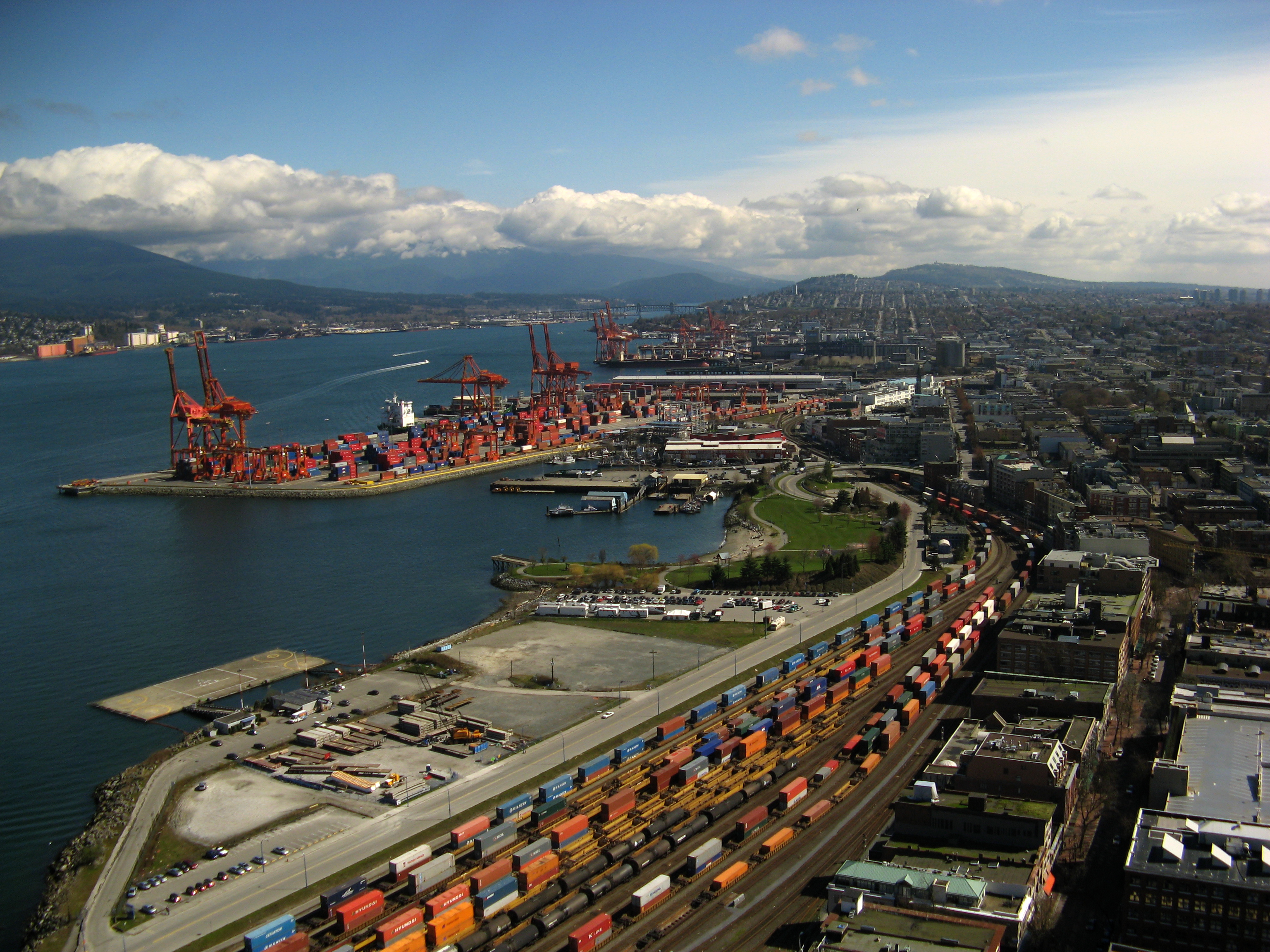
Vancouvers hamn är i tonnage Kanadas största hamn.

Med sitt läge mot Stillahavsregionen och då staden är den västra ändpunkten för den transkontinentala landsvägen och järnvägssträckningar, är Vancouver ett av landets största industriella centra. Vancouvers hamn, som är Kanadas största, hanterar årligen gods och varor värt 75 miljarder kanadensiska dollar. Aktiviteterna i hamnen bidrar årligen med 10,5 miljarder dollar till bruttonationalprodukten och 22 miljarder i economic output. Flera företag inom skogsindustri och gruvindustri har förlagt sina huvudkontor i Vancouver, och på senare år har staden blivit ett växande centrum för mjukvaruutveckling, bioteknik och en livlig filmindustri.
Vancouvers vackra läge lockar många turister till staden. Stora turistmål är stadens parker och offentliga trädgårdar, exempelvis Stanley Park, Queen Elizabeth Park och VanDusens botaniska trädgård, samt omgivningarna i form av berg, hav och de natursköna landskapen. Årligen passerar över en miljon människor Vancouver på kryssningssemestrar, ofta med Alaska som slutdestination.
Vancouver är en dyr stad att bo och vistas i, med Kanadas högsta bostadspriser. Undersökningar från 2006 rankar Vancouvers genomsnittliga bostadspriser som Kanadas högsta, och världens 13:e högsta. Stadens myndigheter har gjort ansträngningar för att sänka bostadspriserna på olika sätt, exempelvis genom bostadsrättsbildningar och förtätning av bebyggelsen. 2007 kostade ett medelstort tvåvåningshus i Vancouver 757 750 dollar, jämfört med 467 742 dollar i Toronto och 322 853 i Calgary, de två städer i listan som kommer efter Vancouver avseende huspriser.

## Styre
Vancouver är till skillnad från andra kommuner i British Columbia inkorporerat i och med Vancouvers privilegiebrev (Vancouver Charter). Lagstiftningen som antogs 1953 ersatte Vancouver Incorporation Act från 1921 och ger staden mer och olika befogenheter än vad andra samhällen har under British Columbias "Municipalities Act". Det kommunala styret har dominerats av det borgerliga Non-Partisan Association sedan andra världskriget, även om deras styre avbrutits av några mitten-vänster styren fram till 2008. Partiet var splittrat rörande narkotikapolitiken 2002, vilket underlättade för en jordskredsseger för partiet Coalition of Progressive Electors i ett skadereducerande program. Därefter öppnades Nordamerikas första program för säkra injektioner för det stora antalet intravenösa heroinanvändarna i staden.
Vancouver styrs av det tio ledamöter starka Vancouver City Council, en skolstyrelse med nio ledamöter och en parkförvaltning med nio ledamöter. Samtliga väljs för treåriga mandatperioder genom majoritetsval. Historiskt, och i val på alla nivåer, så har de ekonomiskt starkare västra delarna av Vancouver röstat mer konservativt och liberalt medan de östra delarna röstar mer på vänstern. Det bekräftades av resultaten från 2005 års provinsval och 2006 års federala val.

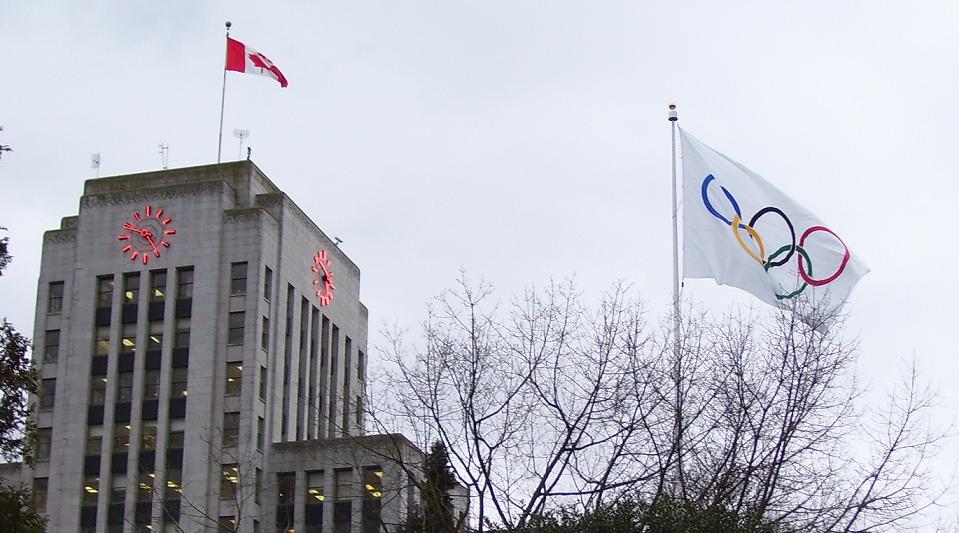
Vancouvers rådhus med olympiska flaggan

Trots stadens politiska polarisering råder konsensus gällande en rad frågor: Skydd av statliga parker, fokus på effektiv kollektivtrafik, fokus på minskning av skadeverkningar av illegala droger och en genomgående önskan att stadens utveckling är förankrad i samhället har ett brett stöd i hela det politiska spektrumet.
I valkampanjen till kommunalvalet 2008 ersatte det borgerliga partiet Non-Partisan Association den sittande borgmästaren Sam Sullivan som kandidat med Peter Ladner, om än knappt. Huvudmotståndare var Gregor Robertson, en före detta medlem i British Columbias lagstiftande församling samt ordförande och grundare av juicetillverkaren Happy Planet, borgmästarkandidat för Vision Vancouver. Peter Ladner besegrades av Gregor Robertson och Vision Vancouver med bred marginal, nästan 20 000 röster. Maktbalansen försköts kraftigt till Vision Vancouvers fördel som tog sju av tio platser i stadsrådet. De övriga tre fördelades med två till COPE, Coalition of Progressive Electors, samt en till Non-Partisan Association. Av parkförvaltningens sju platser fick Vision Vancouver fyra och Green Party (de gröna), COPE samt Non-Partisan Association fick varsin plats. I skolstyrelsen fick Vision Vancouver in fyra, COPE tre och Non-Partisan Association två ledamöter.

### Provinsiell och federal representation
I British Columbias lagstiftande församling representeras Vancouver av 11 ledamöter (Members of the Legislative Assembly, MLA:s). För närvarande hålls sex platser av BC Liberal Party och fem av BC New Democratic Party.
I Kanadas underhus representeras Vancouver av fem parlamentsledamöter. Vid de federala valen år 2004 vann Liberal Party of Canada fyra platser och det federala New Democratic Party (NDP) vann en. Vid de federala valen år 2006 omvaldes alla parlamentsledamöterna. Den 6 februari 2006 hoppade dock liberalen David Emerson, hemmahörande i det federala distriktet Vancouver Kingsway, av och gick med i det Konservativa partiet, vilket gav de konservativa en plats i Vancouver. Vid de federala valen år 2008 vann NDP platsen för Vancouver Kingsway som lämnats av Emerson. Detta innebar att NDP hade två platser gentemot de liberalas tre.

### Poliskår

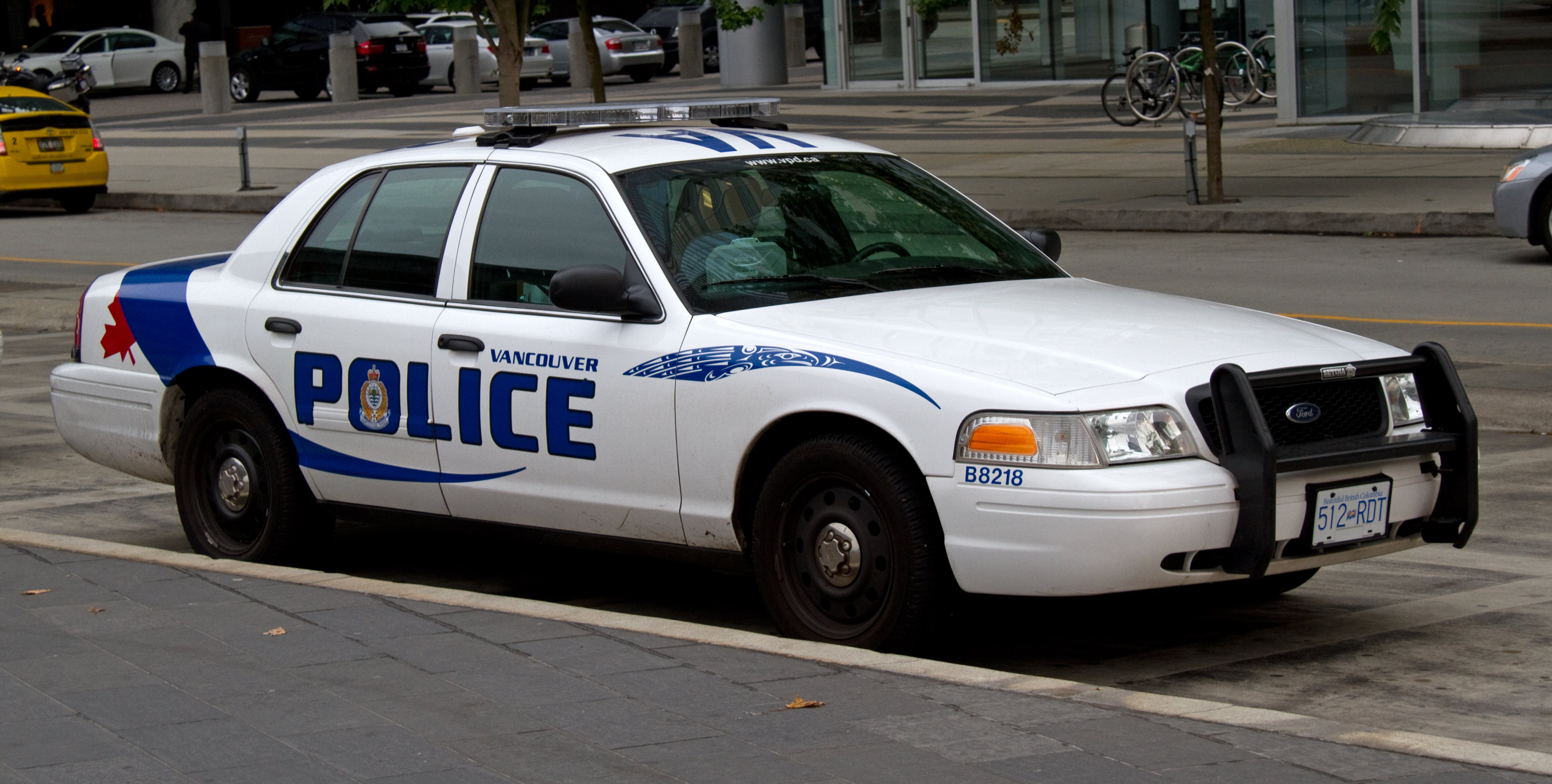
Ford Crown Victoria tillhörande Vancouver Police Department.

Royal Canadian Mounted Polices "E" Division har ansvar för det polisiära arbetet i det största delarna av Lower Mainland. Den polisiära verksamheten i Vancouver sköts dock av Vancouver Police Department som har 1 174 poliser och en operationell budget på 149 miljoner dollar (2005). Över 16 procent av stadens budget gick till polisen år 2005.
Vancouver Police Department operationella delar består av en tropp med cyklande poliser, en tropp som övervakar staden med båtar och en tropp med hundförare. I staden finns även en tropp med ridande poliser vilka främst används för att patrullera i Stanley Park och ibland Downtown Eastside och i West End, samt vid övervakning av större folksamlingar där det finns risk att oroligheter kan uppstå. Polisen arbetar tillsammans med den civila frivilligbaserade Community Police Centres. År 2006 bildade poliskåren en egen antiterroristenhet. År 2005 grundades en ny polisstyrka med uppdrag att kontrollera de allmänna färdmedlen, kallad Greater Vancouver Transportation Authority Police Service, vilken har bytt namn till South Coast British Columbia Transportation Authority Police Service.
Även om det är olagligt arresterar vanligtvis inte poliser i staden invånare som innehar små mängder marijuana. År 2000 grundade Vancouvers polisavdelning en specialiserad drogavdelning, "Growbusters", att bekämpa stadens uppskattade 4 000 hydrokulturella marijuanaodlande verksamheter i staden. Kampanjen har också fått kritik.
År 2008 hade Vancouver Kanadas sjunde högsta brottslighetsnivå, ett tapp på tre platser sedan 2005, bland Kanadas 27 största storstadsområden. Likt andra kanadensiska städer har dock brottsligheten fallit kraftigt. Egendomsbrotten i staden är speciellt höga, bland de högsta bland de större nordamerikanska städerna. Men även dessa brott minskade med 10,5 % mellan 2004 och 2005, enligt polisen i staden. Metro Vancouver har den högsta mängden pistolrelaterade våldsbrott i alla större storstadsområden i Kanada, enligt en studie från 2006. För varje 100 000 människor i Metro Vancouver var det 45,3 våldsamma handlingar innehållande en pistol, något högre än Toronto CMA med 40,4, men långt över landets genomsnittliga 27,5. En serie gängrelaterade incidenter i början på 2009 eskalerade till vad polisen har kallat gängkriget i Vancouver 2009. Flera evenemang, såsom Asia-Pacific Economic Cooperationkonferensen, ett toppmöte mellan Clinton och Jeltsin eller Symphony of Fires fyrverkerier, som staden är värd för, kräver en stor mängd poliser. Ett upplopp vid Stanley Cup 1994 var polisen övermäktig och över 200 personer skadades.

## Kulturliv

### Film och teater

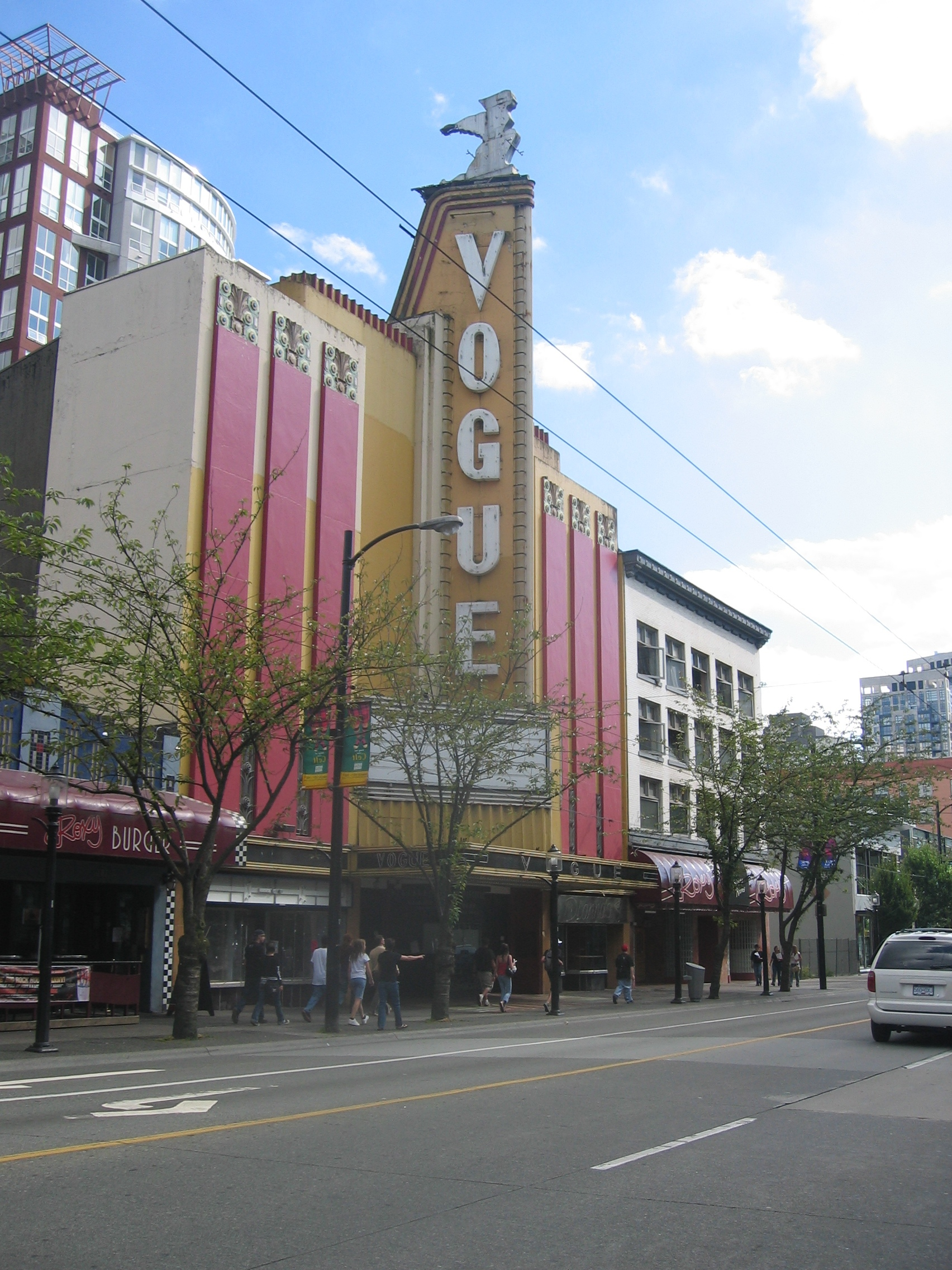
Vogue Theatre på Granville Street

I Vancouver finns ett stort teaterutbud. Bland de mest framstående teatrarna kan nämnas Arts Club Theatre Company och Vancouver TheatreSports League på Granville Island, Vancouver Playhouse Theatre Company och Bard on the Beach. Teatern Queen Elizabeth Theatre tar över 2 000 besökare. Touchstone Theatre, Studio 58, Carousel Theatre och United Players of Vancouver är exempel på mindre teatrar. Theatre Under the Stars sätter upp utomhusmusikaler varje sommar på Malkin Bowl i Stanley Park. Dessutom går årligen en fringefestival av stapeln i Vancouver.
Under två veckor i september varje år hålls Vancouver International Film Festival, som vanligen har över 350 filmer i programmet och hör till de största filmfestivalerna i Nordamerika. Vancity Theatre, som är knuten till festivalen, visar independentfilmer resten av året. Likadant gör Pacific Cinematheque, Festival Cinemas-biografen samt Hollywood- och Rio-biograferna.

### Musik
Musik från Vancouver omfattar bland annat klassisk musik, folkmusik och populärmusik. Vancouver Symphony Orchestra är en professionell orkester baserad i staden. Vancouver Opera är en stor operaensemble i staden. Staden är också hem för ett antal viktiga kanadensiska tonsättare, som Rodney Sharman, Jeffrey Ryan, och Alexina Louie.
Vancouver har en stor indiescen. Noterbara indieband och artister från staden inkluderar Delerium, FrontLine Assembly, Skinny Puppy, The New Pornographers, Japandroids, Fake Shark – Real Zombie!, Destroyer, Black Mountain, Mother Mother, Ladyhawk och Hey Ocean!.

### Museum
I stadsdelen Kitsilano ligger Vancouver Maritime Museum och H. R. MacMillan Space Centre. Museet Museum of Anthropology at UBC innehåller omfattande samlingar av föremål från First Nations-kulturer längs Pacific Northwests kust. Vancouver Museum innehåller samlingar med objekt med koppling till Vancouver och dess närområde. I staden finns även vetenskapsmuseet Science World at Telus World of Science.

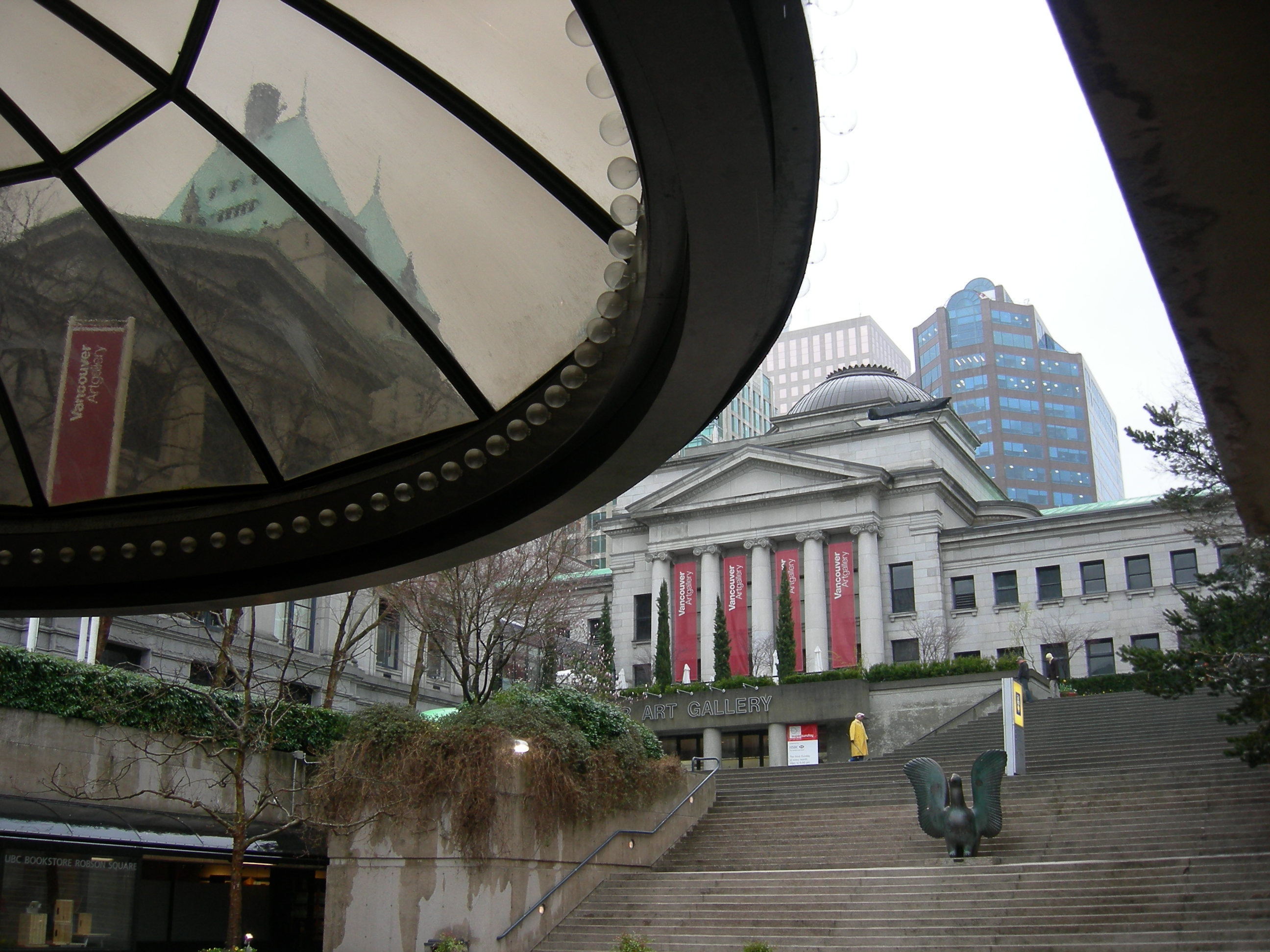
Vancouver Art Gallery grundades 1931.

Vancouver Art Gallery har en permanent utställning med cirka 10 000 objekt, bland annat med en omfattande samling av verk av Emily Carr.

### Nattliv
I många år har Vancouvers nattliv begränsats av tidiga stängningstider bland barer och nattklubbar, och en motvilja från myndigheterna att tillåta vidare utveckling. Sedan 2003 har Vancouver dock experimenterat med senare stängningstider och mildrade regleringar, och ett försök att utveckla centrum som ett område med mycket nöje har gjorts, speciellt på och runt Granville Street.

## Livskvalitet och levnadskostnader
Vancouver har rankats som en av de bästa platserna att bo på i mer än ett decennium. Å andra sidan hade Vancouver enligt Forbes den sjätte mest överprissatta fastighetsmarknaden i världen och den näst högsta i Nordamerika efter Los Angeles 2007. Vancouver har också rankats som Kanadas näst dyraste stad att bo i efter Toronto och den 89:e dyraste staden i hela världen. Samma år rankades Vancouver som den 10:e renaste staden i världen enligt Forbes.
Andelen personer som lider av fetma i Vancouver är 12 % jämfört med övriga Kanadas genomsnittliga 23 %. Av invånarna i Vancouver är 51 % överviktiga, vilket gör staden till den fjärde smalaste i Kanada, efter Toronto, Montréal och Halifax.

## Media
Vancouver är ett betydande centrum för produktion av film och TV. I Nordamerika är det bara i Los Angeles och New York som det spelas in mer film och Los Angeles är den enda staden i världen som spelar in fler TV-produktioner. 2008 spelades det in mer än 260 filmer i Vancouver enligt British Columbia Film Commission. Anledningen är att det i Los Angeles har blivit för dyrt och krångligt att spela in film, medan statliga bidrag och skattelättnader för filmproduktion i British Columbia samt den relativa närheten till Los Angeles med samma tidszon gjort att staden fått smeknamnet Hollywood North", ett smeknamn som staden delar med San Francisco och Toronto. Det har dock spelats in film i Vancouver i ett sekel och det började med Edison Studios, 1910.
En bred blandning av lokala, nationella och internationella tidningar distribueras i Vancouver. De två största engelskspråkiga dagstidningarna är The Vancouver Sun och The Province. Två nationella tidningar som distribueras är The Globe and Mail som började med en upplaga i British Columbia 1983 och nyligen expanderade med tre sidor om och från British Columbia samt National Post som är en nyhetstidning med nationella nyheter. Andra lokala nyhetstidningar är de båda gratistidningarna: den kanadensiska 24H och Metro, Vancouver Courier, som utkommer två gånger i veckan och den oberoende tidningen The Georgia Straight. Det finns tre kinesiskspråkiga dagstidningar som riktar sig till den stora andelen kantonesisktalande och mandarintalande befolkningen. Dessa är Ming Pao, Sing Tao och World Journal. Det finns också ett antal andra lokala och internationella tidningar som riktar sig till andra multikulturella grupper.
Några företag med lokala TV-stationer är CBC, Citytv, CTV och Global BC. OMNI British Columbia producerar dagliga nyheter på  kantonesiska, mandarin, punjabi och koreanska och en gång i veckan på tagalog såväl som program som riktar sig till andra grupper. Den kinesiska företagsgruppen Fairchild Group har även två TV-stationer: Fairchild TV och Talentvision som riktar sig till en kantonesiskspråkig respektive mandarinspråkig publik.
Några radiostationer med nyhetsredaktioner är CBC Radio One, CKNW och CKWX. Radio-Canadas sändningar CBUFT channel 26 (Télévision de Radio-Canada), CBUF-FM 97.7 (Première Chaîne) och CBUX-FM 90.9 (Espace musique) riktar sig till Vancouvers fransktalande invånare. Vancouver har också British Columbias äldsta ukrainska radioprogram, Nash Holos.
Trots det stora utbudet är mediakoncentration ett ofta diskuterat ämne i Vancouver eftersom tidningarna  The Vancouver Sun, The Province, the Vancouver Courier och andra lokala tidningar som Surrey Now, Burnaby Now och Richmond News samt TV-bolaget Global BC samtliga ägs av Postmedia Network, tidigare Canwest. Koncentrationen har också sporrat alternativa media vilket gjort Vancouver till centrum för oberoende internetbaserad media som The Tyee och NowPublic.

## Sport och fritid

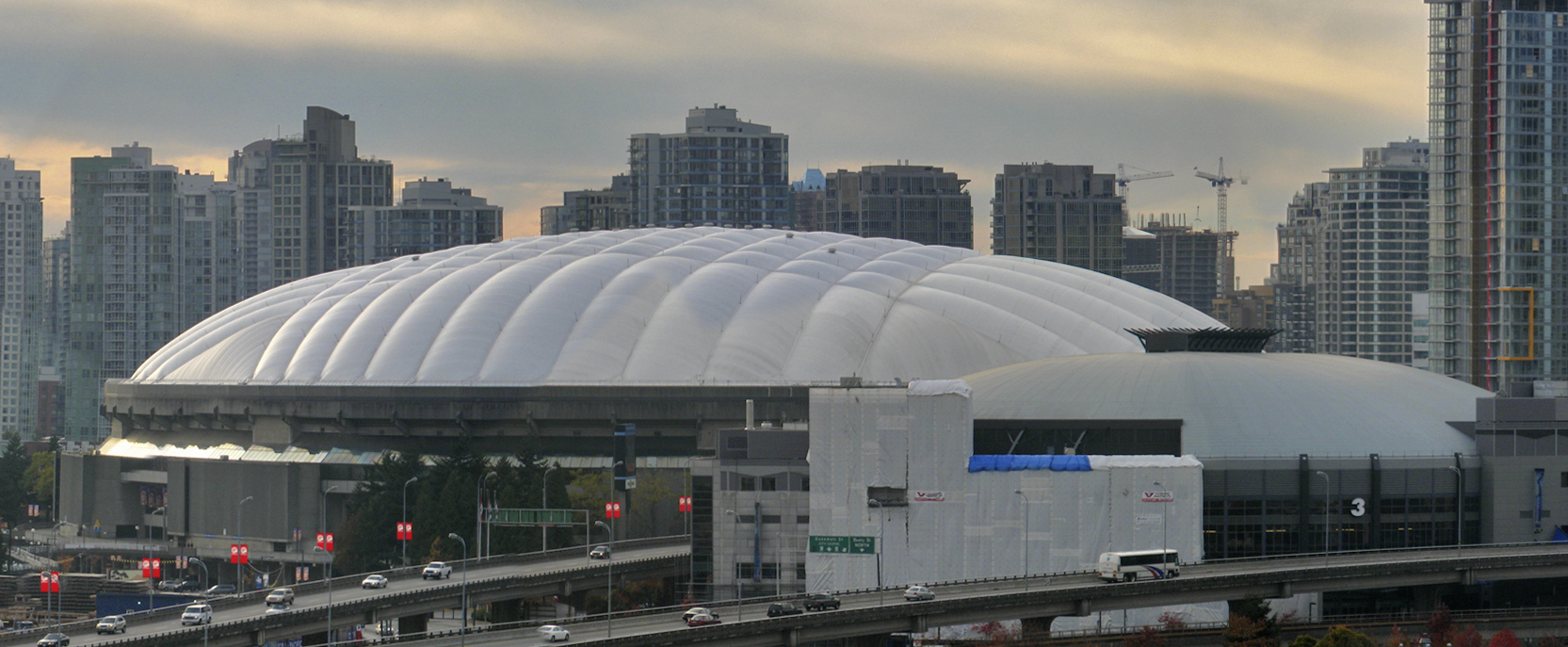
BC Place, BC Lions och Vancouver Whitecaps FC:s hemmaarena.

Stadens milda klimat och närheten till hav, berg, floder och sjöar gör området populärt för friluftsaktiviteter. Vancouver har mer än 1 298 hektar parkområden, varav Stanley Park med sina 404 hektar är den största. Staden har flera större stränder längs Stanley Parks kuststräcka, runt False Creek till den södra sidan av English Bay, från Kitsilano till University Endowment Lands, vars stränder inte tillhör Vancouver. De 18 kilometerna stränder omfattar Second och Third Beach i Stanley Park, First Beach längs English Bay, Kitsilano, Jericho, Locarno, Spanish Banks, Spanish Banks Extension och Spanish Banks West. Vid insjön Trout Lake finns det också stränder. Kustlinjen möjliggör ett stort utbud av vattenidrotter och båtentusiaster.
Inom 20–30 minuters bilfärd från Vancouvers city ligger North Shore Mountains med tre skidorter: Cypress Mountain, Grouse Mountain och Mount Seymour. I området finns även omfattande system av stigar för mountainbikecyklister. Under perioder med regn och då snön smälter på våren uppstår starka forsar i floderna Capilano River, Lynn Creek och Seymour River vilket erbjuder möjligheter för dem som sysslar med forspaddling. Kanjonerna till floderna är dock mer passande för klättring och simning.
Långdistanslöpning innefattar 10 kilometersloppet Vancouver Sun Run, maratonloppet i maj månad och Scotiabanks halvmaraton i juni. Årligen går också Grouse Grind Mountain Run, längs en brant 2,9 kilometer lång klättringsled på Grouse Mountain. En annan förhållandevis krävande vandringsled är Baden-Powell trail, uppkallad efter scoutrörelsens grundare, som är en 42 kilometer lång led från Horseshoe Bay i västra Vancouver till Deep Cove i norr.
Vancouver var värdstad för olympiska vinterspelen 2010 och paralympiska vinterspelen samma år. Alpin skidåkning, puckelpist och halfpipe hölls på berget Whistler Creekside i utkanten av staden. Snowboard och längdskidåkning hölls på grannen Cypress Mountain. 2009 var Vancouver värd för World Police & Fire Games (polis- och brandmannaspelen) som hålls vartannat år. När Kanada var värd för U20-VM i herrfotboll 2007 spelades flera matcher på Swangard Stadium i närliggande Burnaby.
År 2011 var Vancouver värd för Grey Cup, mästerskapen i kanadensisk fotboll. Turneringen hålls årligen i en av de städer som har ett lag i högsta divisionen. Basketlaget Vancouver Titans spelade sin första säsong 2009 med hemmaplan i Langley Event Centre. Vancouver är centrum för frisbeesporten ultimate och sommaren 2008 var Vancouver värd för världsmästerskapen i ultimate.

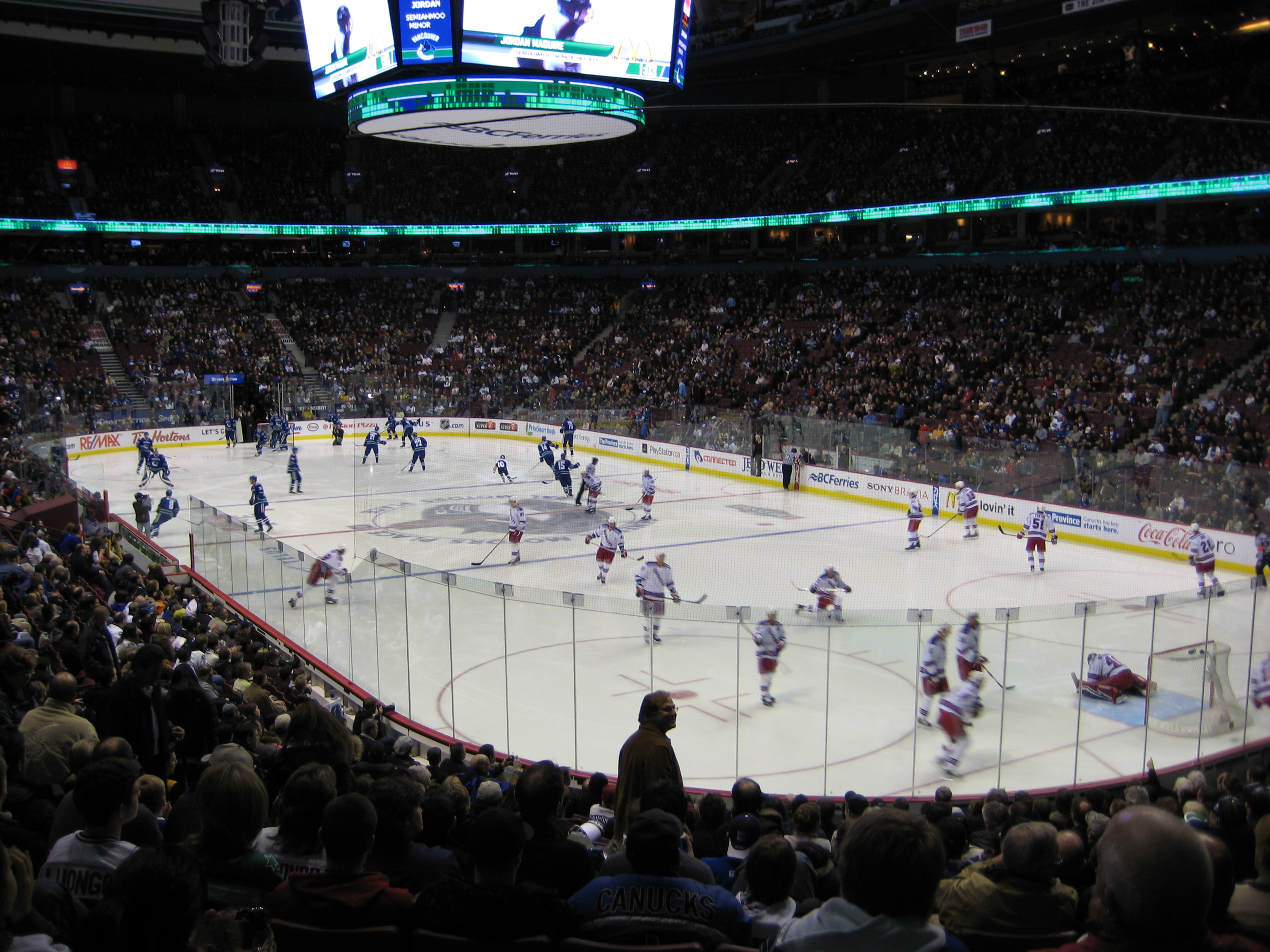
Rogers Arena, ishockeylaget Vancouver Canucks hemmaplan

| Klubb                  | Liga                          | Idrott              | Arena                           | Etablerad | Mästerskap |
| ---------------------- | ----------------------------- | ------------------- | ------------------------------- | --------- | ---------- |
| Vancouver Canucks      | NHL                           | Ishockey            | Rogers Arena                    | 1970      | 0          |
| BC Lions               | CFL                           | Kanadensisk fotboll | BC Place                        | 1954      | 5          |
| Vancouver Whitecaps FC | MLS (herrar) W-League (damer) | Fotboll             | BC Place (herrar) Olika (damer) | 1974      | 6 2        |
| Vancouver Canadians    | NWL                           | Baseboll            | Nat Bailey Stadium              | 2000      | 0          |
| Vancouver Giants       | WHL                           | Ishockey            | Pacific Coliseum                | 2001      | 1          |
| Vancouver Titans       | IBL                           | Basket              | Langley Event Centre            | 2009      | 0          |

## Vänorter och regionalt samarbete
Vancouver var en av de första städerna i Kanada som deltog i internationellt samarbete genom vänorter. Vancouver fick 1986 sin femte vänort och beslut togs därefter att inga ytterligare överenskommelser om att bli vänort skulle antas, för att kunna förbättra samarbetet med de redan existerande vänorterna. De fem vänorterna är:
- Odessa, Ukraina, sedan 1944
- Yokohama, Japan, sedan 1965
- Edinburgh, Storbritannien, sedan 1978
- Guangzhou, Kina, sedan 1985
- Los Angeles, USA, sedan 1986

Det finns 21 kommuner i Greater Vancouver Regional District (GVRD). Även om var och en av dessa har egen kommunledning övervakar GVRD gemensamma tjänster i storstadsregionen, såsom vatten, avlopp, transport och parker.